# Unione Giovanile Manduria Sport
L'Unione Giovanile Manduria Sport, meglio nota come Manduria Sport o Manduria, è una società calcistica italiana con sede nella città di Manduria. Milita in Eccellenza, la quinta divisione del campionato italiano. Nella stagione 2025-2026 militerà nel campionato di Promozione Pugliese.
Fondata nel 1926, ha preso parte nella sua storia a 10 campionati di Serie D, ottenendo come massimo risultato un terzo posto nella stagione 2002-2003.

## Storia
Il calcio nella cittadina messapica lo porta Nino Dimitri l'8 settembre 1926, fondando l'Unione Sportiva Manduria; per vedere quest'ultima nei campionati interregionali però bisogna aspettare 21 anni. L'U.S. Manduria nella stagione 1947-48 partecipa al girone B della Prima Divisione pugliese (equivalente all'attuale Eccellenza) e lo vince, passando così in Promozione.
Prima di essere ammessi alla nuova IV Serie (equivalente all'attuale Serie D, che sostituisce il campionato di Promozione nel 1952) nella stagione 1951-52, i biancoverdi trascorrono quattro stagioni nel girone N di questo campionato, chiudendo due volte al 13º posto, una al 3° e una al 2°, quest'ultima decisiva per il passaggio alla nuova categoria; in quell'ultimo campionato di Promozione militano nella squadra biancoverde Amedeo Biavati (nel ruolo di giocatore e allenatore), campione del mondo con la Nazionale italiana nel 1938, e Aurelio Marchese. Nel girone G della IV Serie il Manduria milita solo un anno, a causa del fallimento e della successiva radiazione da parte della FIGC.
Nel 1963, a distanza di dieci anni dalla scomparsa del club preesistente, nasce l'Associazione Calcistica Manduria, che riparte dal girone B della Prima Categoria pugliese, in cui militerà per cinque anni, dalla stagione 1965-66 a quella 1969-70.
Quest'ultima, dopo aver sfiorato il primo posto per tre volte consecutive, è quella che sancisce il primato in classifica e quindi la promozione in Serie D, dove i biancoverdi ci rimarranno per i successivi quattro anni, per poi retrocedere in Promozione pugliese nella stagione 1973-74. Nella stagione 1978-79, dopo cinque anni trascorsi nel girone B di Promozione, arriva anche la retrocessione in Prima Categoria pugliese. Le successive stagioni portano il Manduria quasi a sparire dai campi da calcio fino a quando il presidente Gennaro Cimaglia non trasferisce il titolo sportivo di una squadra del tarantino a Manduria ridando vigore e categorie superiori alla squadra della cittadina messapica. 
Successivamente nella stagione 1995-96 arriva, con la denominazione di Unione Giovanile Manduria Sport, il passaggio in Eccellenza pugliese, campionato istituito solo quattro anni prima.
Dopo cinque anni di militanza nel girone unico dell'Eccellenza, l'U.G. Manduria Sport, nella stagione 2000-01, viene promossa in Serie D in seguito allo spareggio per il secondo posto vinto contro la Stella Jonica Taras. Dopo aver sfiorato la Serie C2 nei cinque anni di partecipazione nel girone H della Serie D, il calcio manduriano non si iscrive al torneo per gravi problemi economici. Nella stagione successiva, 2006-07, si riparte dalla Prima Categoria pugliese, che viene superata dopo una stagione.
Due anni dopo il Manduria viene ripescato in Eccellenza, dove proprio il Grottaglie, storico acerrimo nemico, aveva lasciato un posto libero. 
Eccellenza che però dura solo due anni: la compagine biancoverde si classifica all'ultimo posto nella stagione 2010-11.
Nella stagione 2011-12, allenati da Giuseppe Passariello, i messapici, dopo essersi classificati secondi, si aggiudicano di nuovo l'Eccellenza superando ai play-off Leverano e Gallipoli ma nella successiva stagione si piazzano all'ultimo posto del campionato di Eccellenza retrocedendo nuovamente in Promozione.

## Colori e simboli
I colori sociali sono il bianco ed il verde.

## Strutture

### Stadio
La squadra disputa le partite interne nello stadio comunale "Nino Dimitri", inaugurato l'11 giugno 2000 ed intitolato alla memoria dell'omonimo presidente, con una capienza di circa 1200 spettatori.

## Palmarès

### Competizioni regionali
- Prima Divisione: 1

1947-1948 (girone B)
- Promozione: 1

1995-1996 (girone B)
- Prima Categoria: 2

1969-1970, 2006-2007 (girone B)
- Coppa Italia Dilettanti Puglia: 1

2023-2024

### Altri piazzamenti
- Serie D:

Terzo posto: 2002-2003 (girone H)
- Eccellenza:

Secondo posto: 2000-2001
- Promozione:

Terzo posto: 1948-1949 (girone N)
- Coppa Italia Dilettanti Puglia:

Finalista: 2022-2023
Semifinalista: 2012-2013

## Tifoseria
La tifoseria biancoverde sostiene la squadra sui gradoni dello Stadio comunale Nino Dimitri, assiepati in tribuna centrale lato destro rispetto alla tribuna stampa.
In passato diversi gruppi hanno guidato la frangia più calda del tifo manduriano, fra cui il più ricordato probabilmente è la "Fossa Draghi 88". Altri gruppi sono " Falange d'Assalto", "Gioventù biancoverde", " Quelli della sbarra", "Tradizione Ultras", " Nuova Guardia", “Nuova Guardia 09” e "Ultras Manduria 84". Ad oggi l’unico gruppo attivo della Gradinata Est, dopo il recente scioglimento della " Nuova Guardia 2009", è "Ultras Manduria 84".

### Gemellaggi e amicizie
Il gruppo “Ultras Manduria” sostiene due gemellaggi. Il più antico fra questi lo si ha nei confronti della tifoseria del Taurisano, il secondo gemellaggio, lo si ha nei confronti del Monopoli con il gruppo “Ultras 93’ “. Un’amicizia storica degna di nota è quella dei manduriani con gli ultras neretini, amicizia decennale consolidata nella stagione 2009-2010 in seguito alla promozione del Nardò proprio contro il Manduria all'ultima giornata di campionato.
- Nardò
- Monopoli (Gemellaggio)
- Pro Italia Galatina
- Taurisano (Gemellaggio)
- Rutigliano
- Trani
- Ostuni

### Rivalità
La rivalità più sentita dai tifosi del Manduria è sicuramente quella con i co-provinciali del Grottaglie. Rivalità dalle origini antichissime, sia per motivazioni politico-geografiche che sociali e storiche. Altre rivalità più o meno importanti le si hanno con le tifoserie che hanno un buon rapporto con il Grottaglie o con le rivali dei gemellati dei manduriani.
- Grottaglie
- Gallipoli
- Francavilla
- Atletico Tricase
- Toma Maglie
- Locorotondo
- Fasano